# Famille Ahlström-Gullichsen
Cette page explique l’histoire ou répertorie les différents membres de la famille Ahlström.
La famille Ahlström est une famille finlandaise d’industriels, de designers et d’artistes.

## Membres notables de la famille
- Antti Ahlström, fondateur de la société A. Ahlström
- Eva Ahlström, épouse d’Antti, PDG d'A. Ahlström
- Walter Ahlström, fils d’Antti et Eeva, PDG d'A. Ahlström
- Rafael Ahlström, fils d’Antti et Eeva
- Hans Ahlström, PDG d'A. Ahlström
- Maire Gullichsen, fille de Walter, un des membres fondateurs d’Artek,
- Alexander Gullichsen, PDG de W. Gutzeit & Co (aujourd’hui Stora Enso)
- Harry Gullichsen, PDG d'A. Ahlström et époux de Maire
- Kristian Valter Gullichsen, fils de Harry et Maire, architecte[2]
- Johan Gullichsen, président du conseil d’administration d'A. Ahlström
- Alvar Gullichsen, artiste du groupe parodique Bonk Business Inc.
- Johanna Gullichsen, designer dans le textile
- Sam Huber, musicien et acteur